# Pepónide

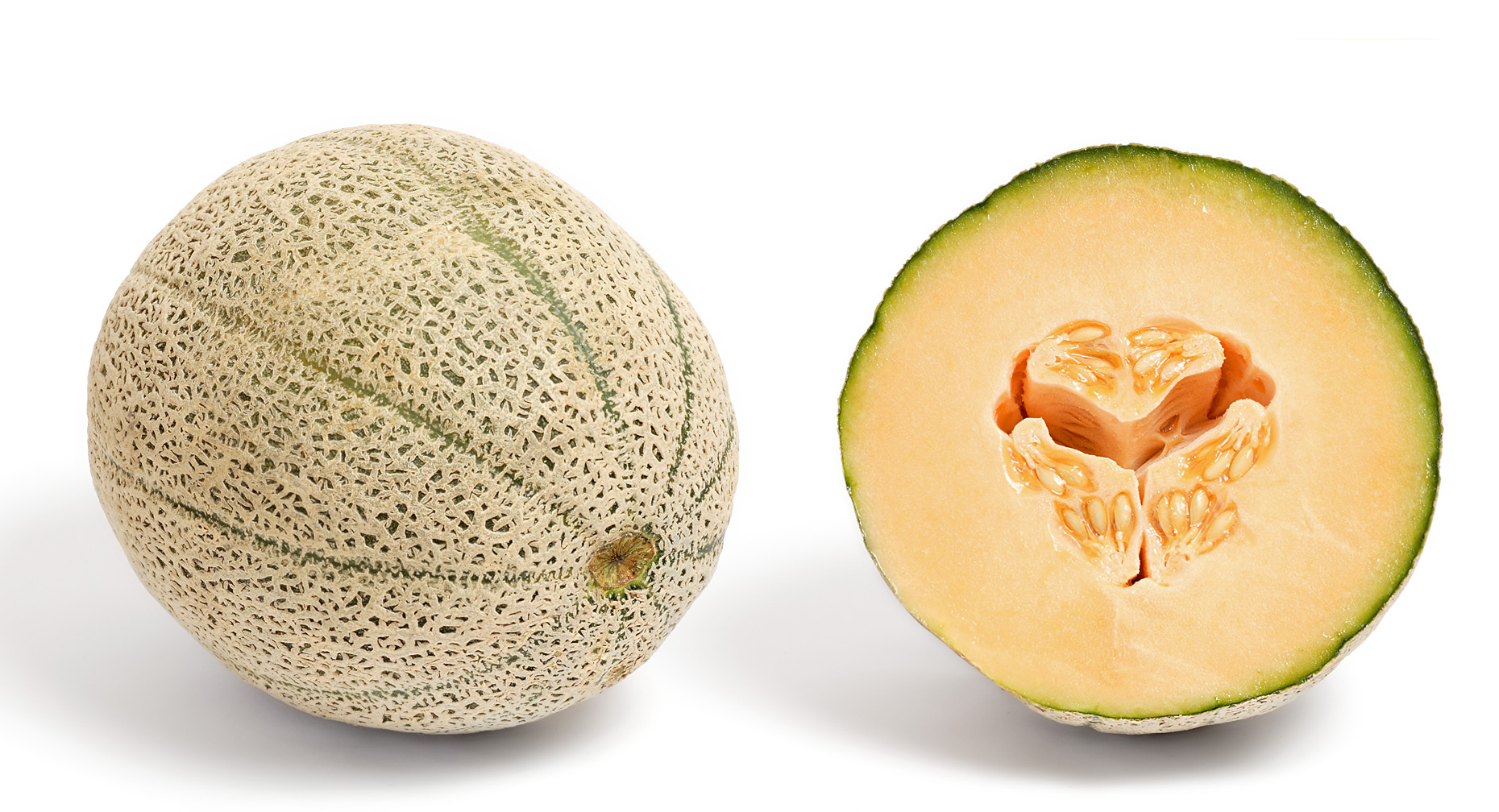
Melón escrito (Cucumis melo grupo Cantaloupe) y corte transversal mostrando la placentación de un pepónide.

Un pepónide (del latín pepo) es un fruto cuyas características distintivas varían según los autores, pero comparten el hecho de que define al menos al fruto más típico de las cucurbitáceas (al menos los géneros de la sandía -Citrullus-, del melón -Cucumis-, y de calabazas de Cucurbita). 
Según LH Bailey, citado por Whitaker y Davis (1962) y en la misma definición que autores más modernos como Simpson (2005, 2010), el pepónide es un fruto de ovario ínfero (es decir, en el extremo distal del fruto debe ser visible la marca que dejaron el perianto y el androceo después de caer, y quizás pueden verse el perianto y androceo marchitos todavía insertos en el fruto, y la pared del fruto, el pericarpio, está formada por el tejido del ovario y el tejido receptacular que lo envuelve); con placentación parietal, cuyas placentas intrusas ocupan en general casi por completo el interior del ovario -lo más típico en cucurbitáceas-, aunque hay controversias sobre su interpretación. Otra interpretación de las placentas es la de, Leins y Galle (1971), ver también:261 Leins (2000:110-112) o Leins y Erbar (2010), que indican que los septos son paredes carpelares, en este caso las placentas se originarían cerca del centro del ovario, estén fusionadas en el centro o no. En algunos géneros se ha informado que las placentas se fusionan en el centro volviendo al ovario plurilocular y la placentación axial.
Existen otras definiciones de pepónide como la de Schaefer y Renner en Kubitzki (ed. 2010) que lo definen como una baya de cáscara acorazada (Citrullus, Cucumis, Cucurbita). "En los hábitats con estación seca donde la mayor parte de estas especies se encuentra, los frutos de cáscara acorazada permiten la maduración de la semilla por un período de tiempo más prolongado, que continúa aún después de que el resto del vástago vegetativo se ha secado". Pero al madurar la coraza el fruto ya está maduro para la percepción del gremio que lo consume. La coraza aumenta en unas semanas a años según la especie el tiempo de almacenamiento de las semillas, lo que da tiempo a que los animales grandes los encuentren (Barlow 2000).
Es un fruto sincárpico (con los carpelos unidos en un único pistilo). En ocasiones los falsos septos y la pulpa se reabsorben y se forma una gran cavidad central. Este es el tipo de fruto de las calabazas del género Cucurbita (zapallos).
Los frutos inmaduros de las especies cultivadas son en general grandes y macizos, y perdieron al menos la mayor parte de las cucurbitacinas que caracterizan a la familia y que le dan el sabor amargo y tóxico. Muchas cucurbitáceas se consumen inmaduras, cocidas como sustitutos de los calabacines o zapallitos (ver calabacín) o crudas a la manera de pepinos.
Algunos pepónides poseen el exocarpio tan endurecido que se denominan popularmente calabazas: los de Lagenaria, Cucurbita, Sicana. Pero no todas las calabazas (bayas de cáscara dura) son pepónides, es decir proceden de un ovario ínfero. Véase anfisarca (del neo latín amphisarca): "En sentir de Desvaux, define así este fruto: 'fruto plurilocular, polispermo, indehiscente, duro en la parte externa y carnoso interiormente'. Dícese de los frutos del baobab (Adansonia) y del calabacero o tutumo (Crescentia). Se trata pues de frutos sincárpicos procedentes de ovarios súperos, con los carpelos cerrados, de exocarpo duro, leñoso, y lo restante del fruto carnoso y con semillas numerosas. Comparar con pepónide."

Corte transversal de ovario y fruto de Cucurbita
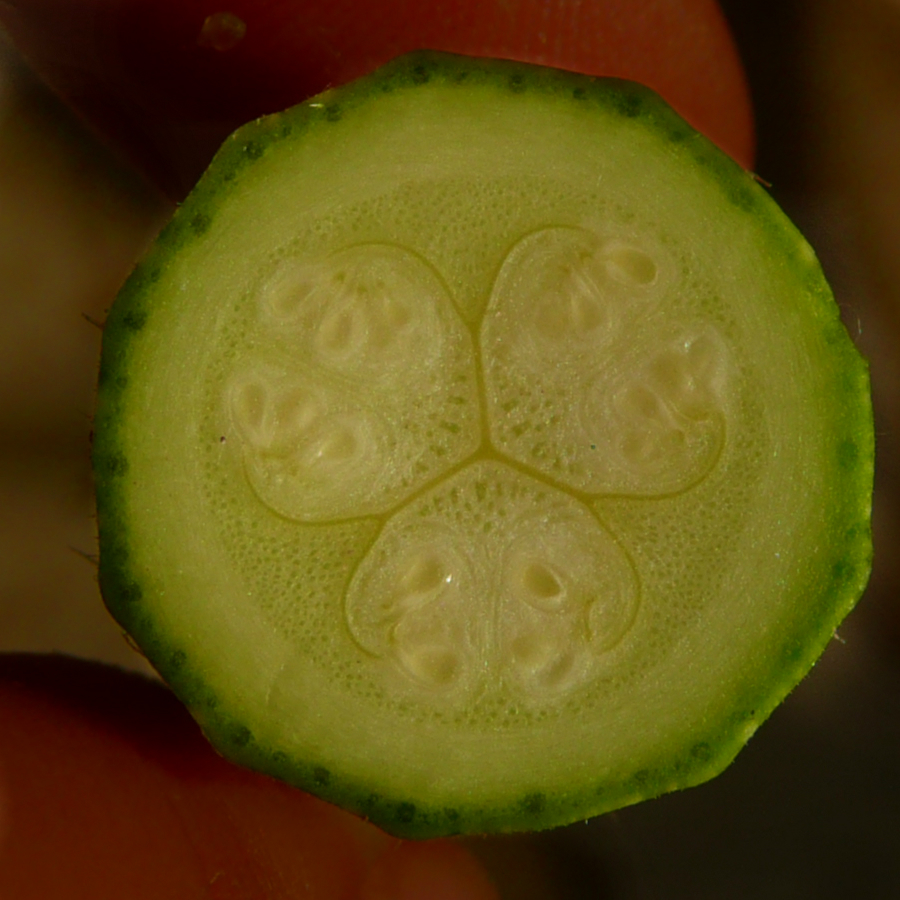
Ovario. En una interpretación, los 3 falsos septos corresponden con las 3 placentas profundamente intrusas. En este caso cada placenta porta 4 filas de óvulos, dos a cada lado del falso septo.
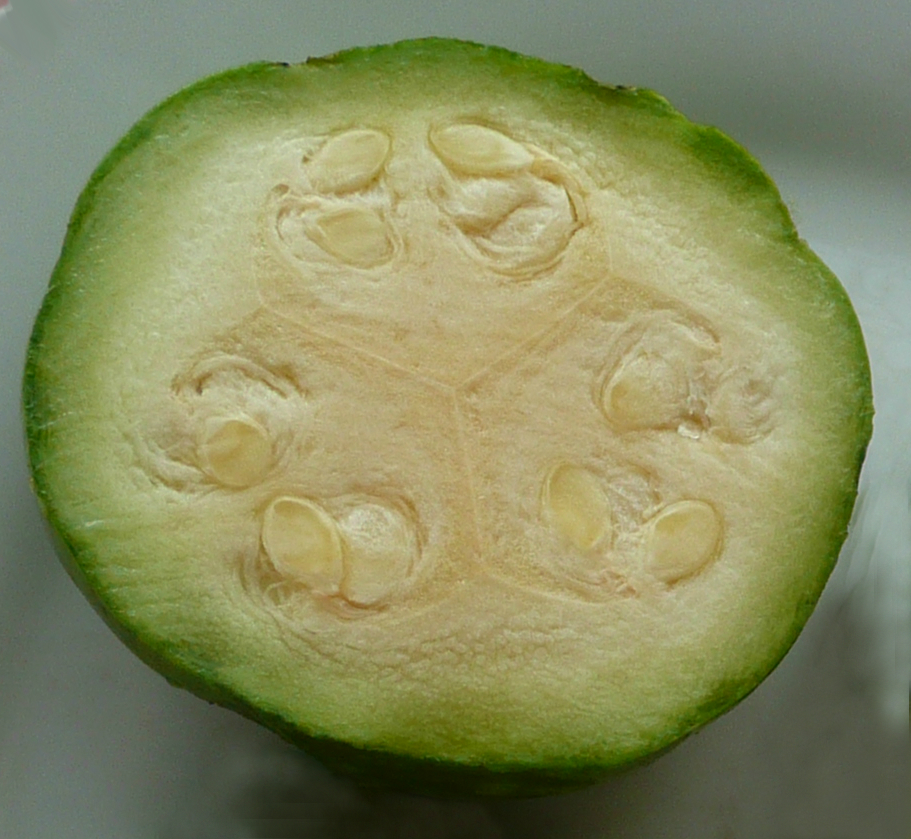
Fruto cosechado inmaduro.
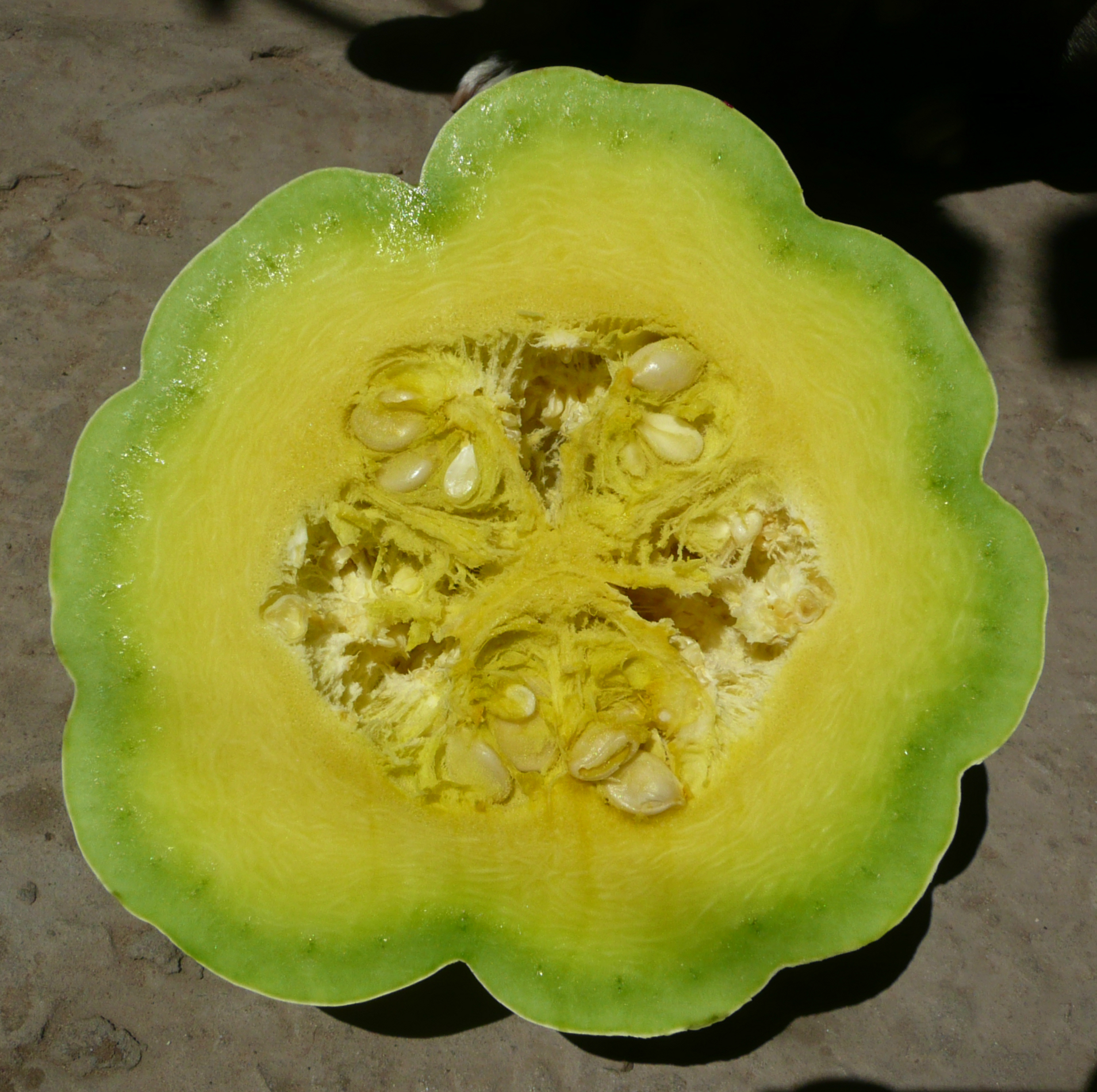
Fruto cosechado muy tempranamente maduro. En Cucurbita los tejidos centrales degeneran en una cavidad fibrosa al madurar.

## Capas de pericarpio
Las capas de pericarpio fueron revisadas por Barber (1909) citado por Whitaker y Davis (1962), y se divide en seis tejidos distintivos cuya descripción es generalizada en todas las cucurbitáceas:

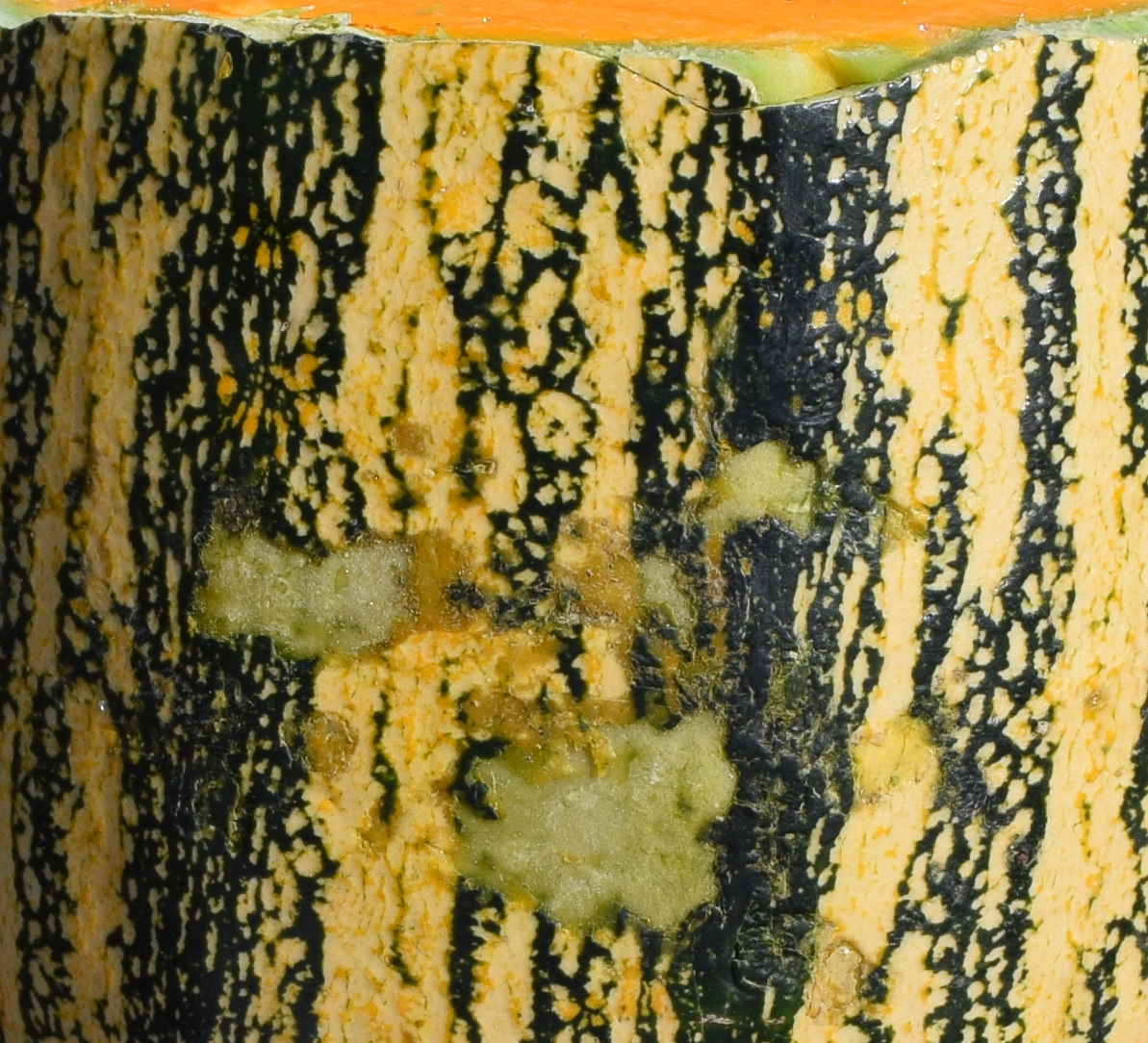
"Piel" o exocarpio (epicarpio hipodermis) raspado que deja ver la capa de mesocarpio externo, en este fruto verdosa algo blanquecina.

1. Epicarpio. Las células en su mayor parte poligonales, formando una capa en empalizada (palisade layer), alrededor de los estomas son frecuentemente elongados. Las células están en su pared exterior y en sus paredes radiales cuticularizadas y algo coloreadas.
2. Hipodermis. Pocas o muchas capas de células isodiamétricas que forman el tejido debajo del epicarpio. Las células son algo engrosadas y ocasionalmente pitted. Al menos en las calabazas, Lagenaria siceraria, la epidermis e hipodermis forman parte de la "piel" -skin- del fruto, que en esas calabazas es la que queda lustrosa luego del curado y de quitar la cutícula cerosa que la cubre.  Aparentemente según autores como Simpson (2005), el epicarpio y la hipodermis formarían el exocarpio coriáceo (con aspecto de cuero), las capas de mesocarpio son carnosas.
3. Mesocarpio externo. Células isodiamétricas con celulosa o con paredes esclerenquimatizadas y pitted ("células piedra" -stone cells-, etc.) que forman una zona claramente definida que varía de unas pocas a muchas células de grosor.
4. Mesocarpio medio. Células grandes y usualmente isodiamétricas, de paredes delgadas, muchas veces turgentes con una vacuola acuosa (watery cell sap) y contienen una pequeña cantidad de almidón. A esta capa pertenecería la parte blanca de la "cáscara" de la sandía, y la capa vede que rodea la pulpa naranja de algunos zapallos (Cucurbita).
5. Mesocarpio interno. Muchas capas de células de paredes delgadas que se asemejan mucho al mesocarpio medio. Por ejemplo es la capa que forma la masa central de tejido rosado, blanco o amarillento en Citrullus (sandía) (:294), en Cucurbita las células son grandes (:275) y esta capa ocupa también el centro del fruto, donde en Cucurbita hay una masa de fibras resistentes rodeadas de los restos del parénquima desintegrado que ha formado una cavidad. 
6. Endocarpio. Células muy pequeñas de pared delgada y tangencialmente elongadas, ordenadas lado a lado en distintos grupos, que forman un tejido delgado y transparente. En algunas variedades esta capa se mantiene tan firmemente adherida a la semilla seca que algunos autores la describen como la capa más externa de los tegumentos de la semilla. Teppner (2004) la llama "placenta-epidermis" (placenta epidermis) e indica que puede no estar presente (:265). Informa que en algunos casos reemplaza funcionalmente a la epidermis abortada, entonces se adhiere más fuertemente al resto de la testa formando parte del "manto de la semilla" (seed mantle)  pero "nunca puede ser una parte tan integral del manto como la epidermis normal por lo que es más o menos removible de forma mecánica" (:285-286).

## Frutos inmaduros

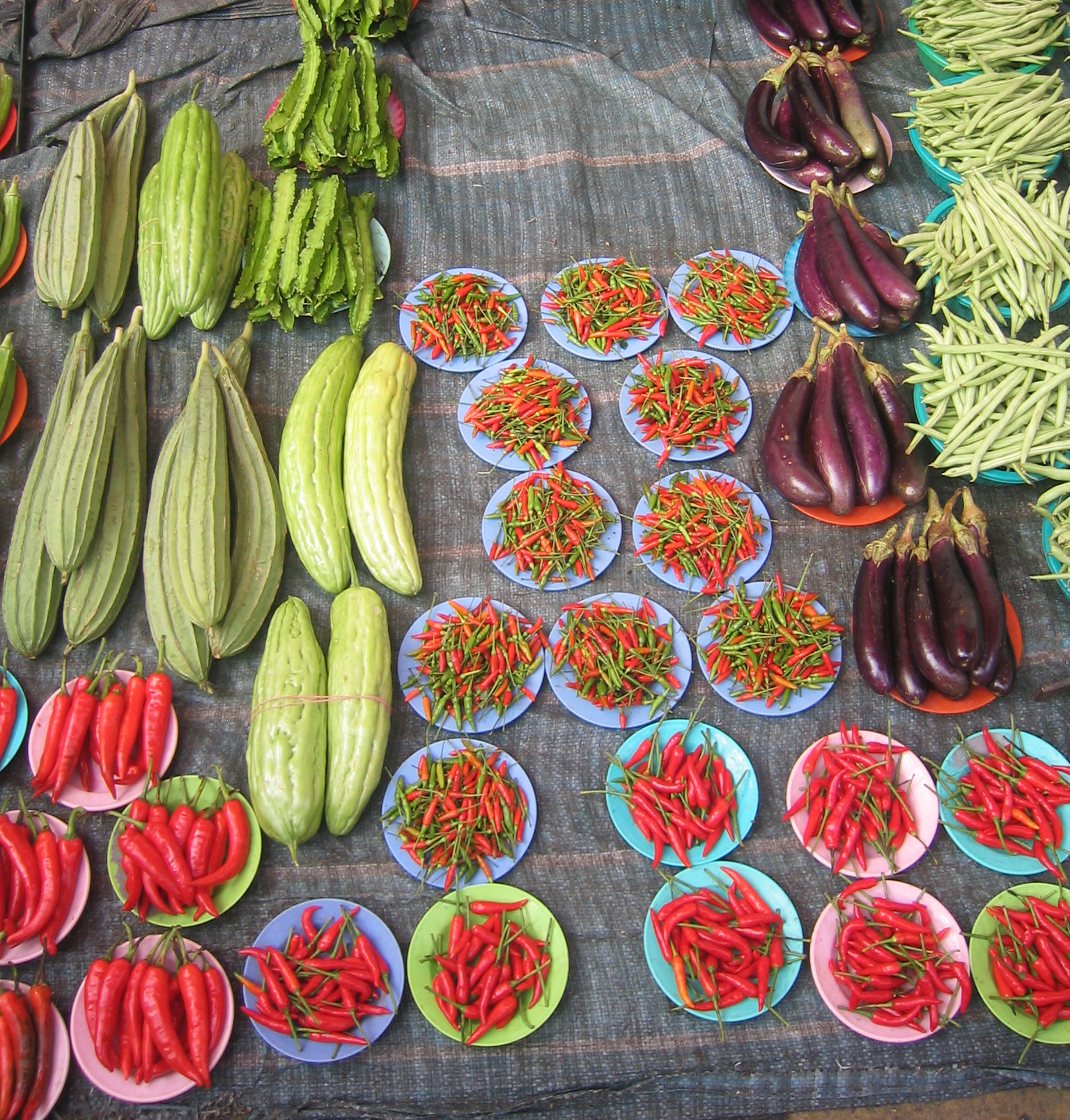
A la izquierda, frutos inmaduros de Luffa acutangula y de Momordica charantia en venta en un mercado.

Los frutos inmaduros de las cucurbitáceas son característicos y muchos de ellos popularmente se reconocen como tales (con nombres como gourds), el estadio inmaduro es mucho más conservado que el fruto maduro, que puede ser mucho más variable. Frutos como los de Luffa (el género de la esponja vegetal) y de Momordica (género que al madurar es dehiscente y expone las semillas ariladas para la dispersión) son reconocibles como gourds. Pero pocas definiciones de pepónide los incluyen.

## Citas
1. 1 2 3  Kubitzki (2010[12]): "Berries are the most common fruit type (en Cucurbitaceae), and they can be hard-shelled, then called gourd or pepo (Citrullus, Cucumis, Cucurbita)..." "In the seasonally dry habitats, where most of these species occur, hard-shelled water-storing fruits allow for prolongued protected seed maturation, which continues even after the remainder of the vegetative shoot has mostly dried out and died off."
2. ↑  El paper pionero sobre los géneros neotropicales Crescentia, Gleditsia, Enterolobium, Maclura, Diospyros, Carica, Persea, Asimina, Prosopis y Cucurbita es: Janzen, D y P Martin. 1982. Neotropical anacronisms. The fruits that gomphoteres ate. Science 255:19-27. Un libro posterior sobre la base de ese paper es: Connie Barlow. 2000. The Ghosts of Evolution. Nonsensical fruit, missing partners and other ecological anachronisms. First edition. Basic Books. A member of the Perseus Book Group. Disponible en línea en: http://thegreatstory.org/CB-writings.html